# Luzula lutescens
Luzula lutescens là một loài thực vật có hoa trong họ Juncaceae. Loài này được (Koidz.) Kirschner & Miyam. mô tả khoa học đầu tiên năm 2001.